# Fissidens homomallulus
Fissidens homomallulus är en bladmossart som beskrevs av C. Müller och Hugh Neville Dixon 1948. Fissidens homomallulus ingår i släktet fickmossor, och familjen Fissidentaceae. Inga underarter finns listade i Catalogue of Life.